# Expedição 1
Expedição 1 foi a primeira missão humana com estadia de longa duração na Estação Espacial Internacional (ISS). Ela teve início às 09h21 UTC de 2 de novembro de 2000, quando a tripulação a bordo da nave russa Soyuz TM-31 acoplou-se à estação, depois de lançada do Cosmódromo de Baikonur, no Casaquistão, dois dias antes. Foi encerrada às 04h32 UTC de 18 de março de 2001, quando o ônibus espacial Discovery STS-102 separou-se da ISS levando consigo os três tripulantes da primeira missão. Foi imediatamente seguida pela Expedição 2, levada à ISS pela Discovery neste mesmo voo, e teve uma duração total de 140 dias, 23 horas e 38 minutos, do lançamento à aterrissagem.
Durante os 136 dias a bordo da estação, a tripulação recebeu a visita de três missões do ônibus espacial, que transportaram equipamentos e provisões até a ISS. A primeira destas visitas foi da STS-97 Endeavour, no começo de dezembro de 2000, que levou à órbita os primeiros grandes painéis solares fotovoltaicos, que aumentaram a capacidade de energia da estação em cinco vezes. A segunda visita, em fevereiro de 2001, da STS-98 Atlantis, instalou na estrutura da ISS o módulo de pesquisas Destiny, que fez com que pela primeira vez a ISS tivesse uma massa maior que a antiga estação russa Mir. A terceira visita, da STS-102 Discovery, na metade de março, levou até a ISS a equipe substituta da Expedição 2.
A tripulação da Expedição 1 consistiu de um astronauta norte-americano e dois cosmonautas russos. O comandante William Shepherd, em sua quarta viagem espacial, cujas missões anteriores no ônibus espacial tinham durado o máximo de uma semana no espaço; Yuri Gidzenko, engenheiro de voo, que comandou a Soyuz na viagem até a ISS e já tinha participado de uma missão de longa duração, passando 180 dias a bordo da estação Mir entre 1995 e 1996; e Sergei Krikalev, engenheiro de voo, o único que já tinha estado a bordo da ISS anteriormente, em 1998, durante a montagem final da estação, e o mais experiente de todos, em sua quarta viagem ao espaço já com um tempo total de um ano em órbita, a maioria dele a bordo da Mir.
Durante sua missão, os integrantes da Expedição 1 ativaram vários sistemas a bordo, instalaram equipamento que tinha sido transportado com eles e retiraram a carga de dois veículos espaciais de carga não-tripulados Progress, lançados de Baikonur durante sua estadia. A tripulação trabalhou duro durante a missão, que estava programa para terminar em fevereiro mas só terminou em março devido à atrasos no lançamento do ônibus espacial. A expedição marcou o início da presença humana constante no espaço, que se estende até hoje.

## Tripulação
| Posição             | Tripulante       |                  |
| ------------------- | ---------------- | ---------------- |
| Comandante          | William Shepherd | William Shepherd |
| Engenheiro de voo 1 | Sergei Krikalev  | Sergei Krikalev  |
| Engenheiro de voo 2 | Yuri Gidzenko    | Yuri Gidzenko    |

- O russo Anatoly Solovyev saiu da Expedição 1 quando Shepherd foi escolhido como comandante em seu lugar.[7]

## Parâmetros da missão
- Perigeu: 384 km
- Apogeu: 396 km
- Inclinação : 51,6°
- Período orbital: 92 min.
- Acoplagem: 2 de novembro de 2000, 09:21:03 UTC
- Desacoplagem : 19 de março de 2001, 04:32:00 UTC
- Tempo em órbita : 136d 19h 10min

## Missão

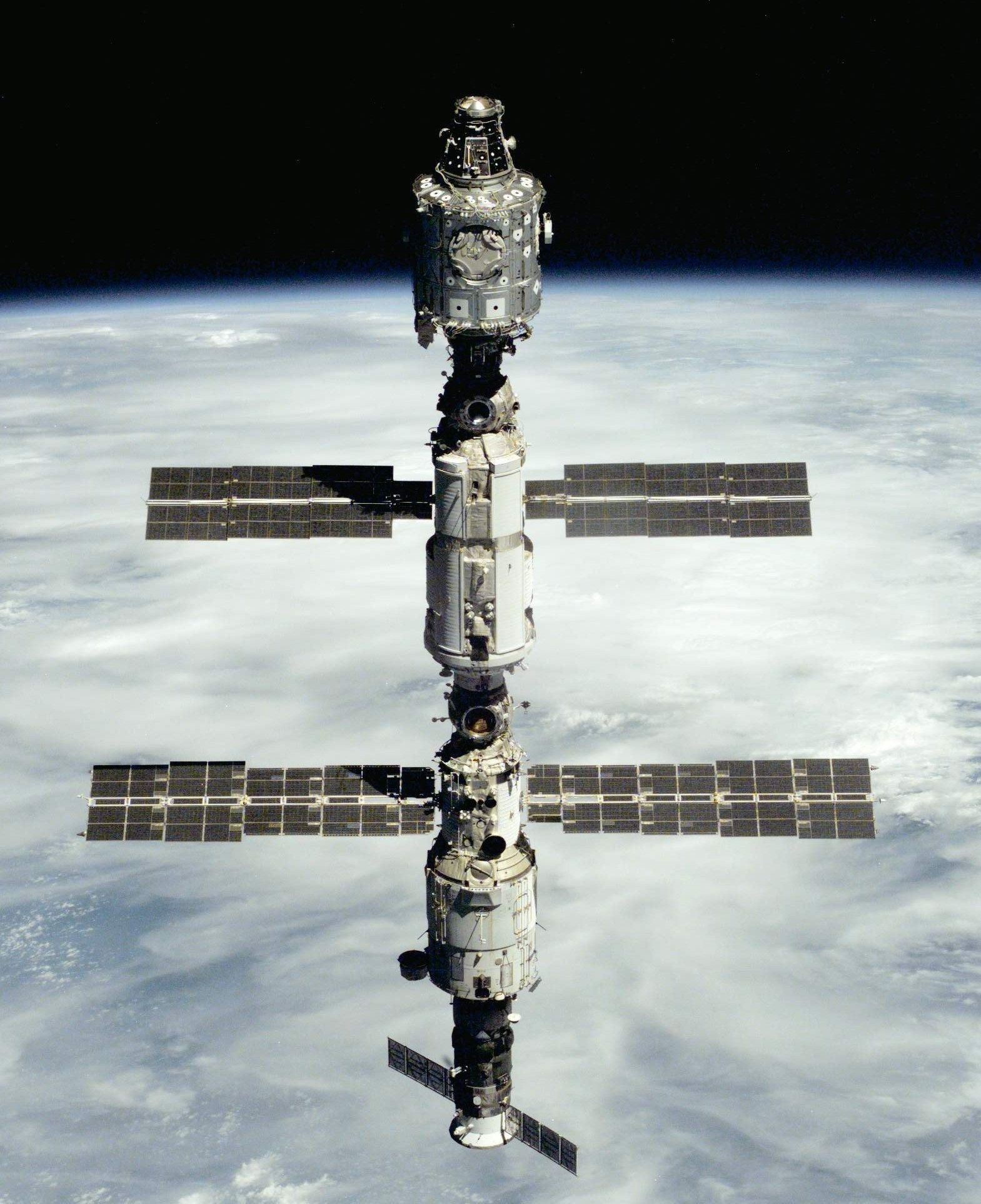
Configuração da ISS quando a Expedição 1 aportou na estação - de cima para baixo, módulos Unity, Zarya e Zvezda.

A tripulação esteve a bordo da ISS por cerca de 4 meses e meio, entre novembro de 2000 e março de 2001. Depois de lançados de Baikonur e cumprirem 33 órbitas em volta da Terra, a Soyuz TM-31 acoplou-se na traseira do módulo de serviço Zvezda. Em suas primeiras semanas a bordo,  ativaram os sistemas de suporte à vida e os controles dos computadores, além de desembalarem suprimentos deixados na estação por missões anteriores. Durante a visita da Endeavour, em dezembro, que trouxe 17 toneladas de equipamento para a estação, os membros da Expedição puderam deixar a ISS e conhecerem o interior do ônibus espacial, ciceroneados pela tripulação, uma visita considerada positiva do ponto de vista psicológico, permitindo a locomoção em ambiente diferente.
A visita da STS-98 Atlantis em fevereiro trouxe a instalação do módulo de pesquisas científicas Destiny, durante a qual várias caminhadas espaciais foram efetuadas, incluindo o uso do braço robótico da Atlantis, o Canadarm. Durante esta visita, o controle de orientação da estação também foi mudado de propulsores elétricos para giroscópios. Ao fim desta missão, a tripulação já acumulava três meses no spaço, e o comandante Shepherd declarou que 'já estava pronto para voltar para casa'. A NASA usou de várias técnicas para ajudar a tripulação a superar a 'barreira psicológica dos três meses' de solidão espacial, que havia causado surtos de depressão em astronautas anteriores. Por exemplo, eles permitiram que a tripulação passasse mais tempo em contato com suas famílias via videofone e foram encorajados a assistir mais filmes e ouvir mais música.
Algumas das experiências realizadas por eles durante a longa estadia no espaço incluíram experimentos de crescimento de proteínas de cristais na microgravidade, fotografias da superfície terrestre para gravar fenômenos como tempestades e incêndios e a realização de um documentário com as atividades de bordo.
Em 10 de março de 2001, a ISS recebeu a missão STS-102 Discovery, trazendo mais equipamentos e a tripulação substituta da estação, que iniciaria a Expedição 2 (Yuri Usachev, Susan Helms e James Voss). No dia 14, após a troca de tripulações, a Discovery desacoplou da ISS com os três integrantes da Expedição 1 a bordo. A missão foi encerrada com o pouso do ônibus espacial no Centro Espacial Kennedy às 02:30 da manhã de 21 de março.

## Galeria

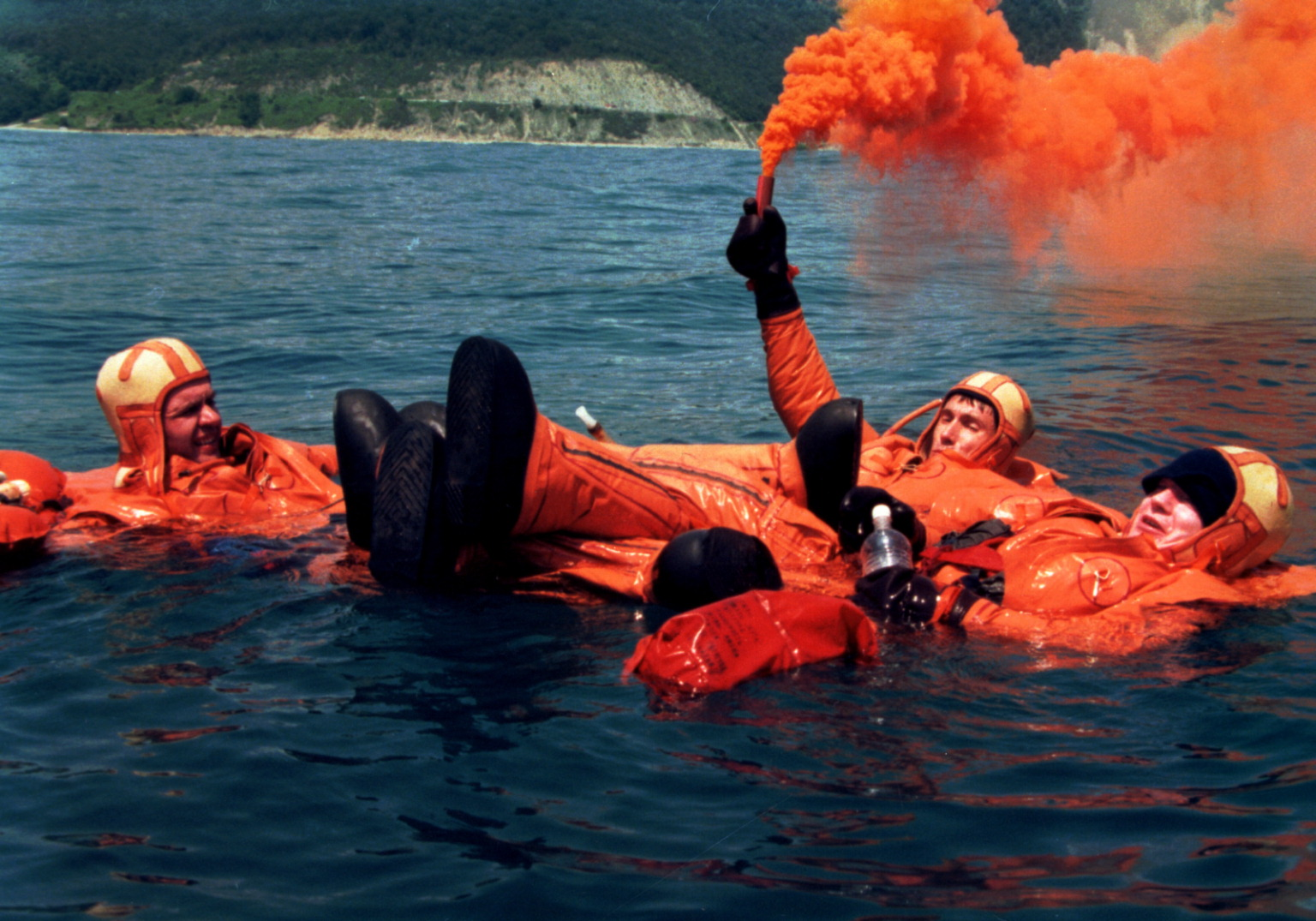
A tripulação em treinamento de sobrevivência para pouso na água no Mar Báltico, antes do início da expedição.
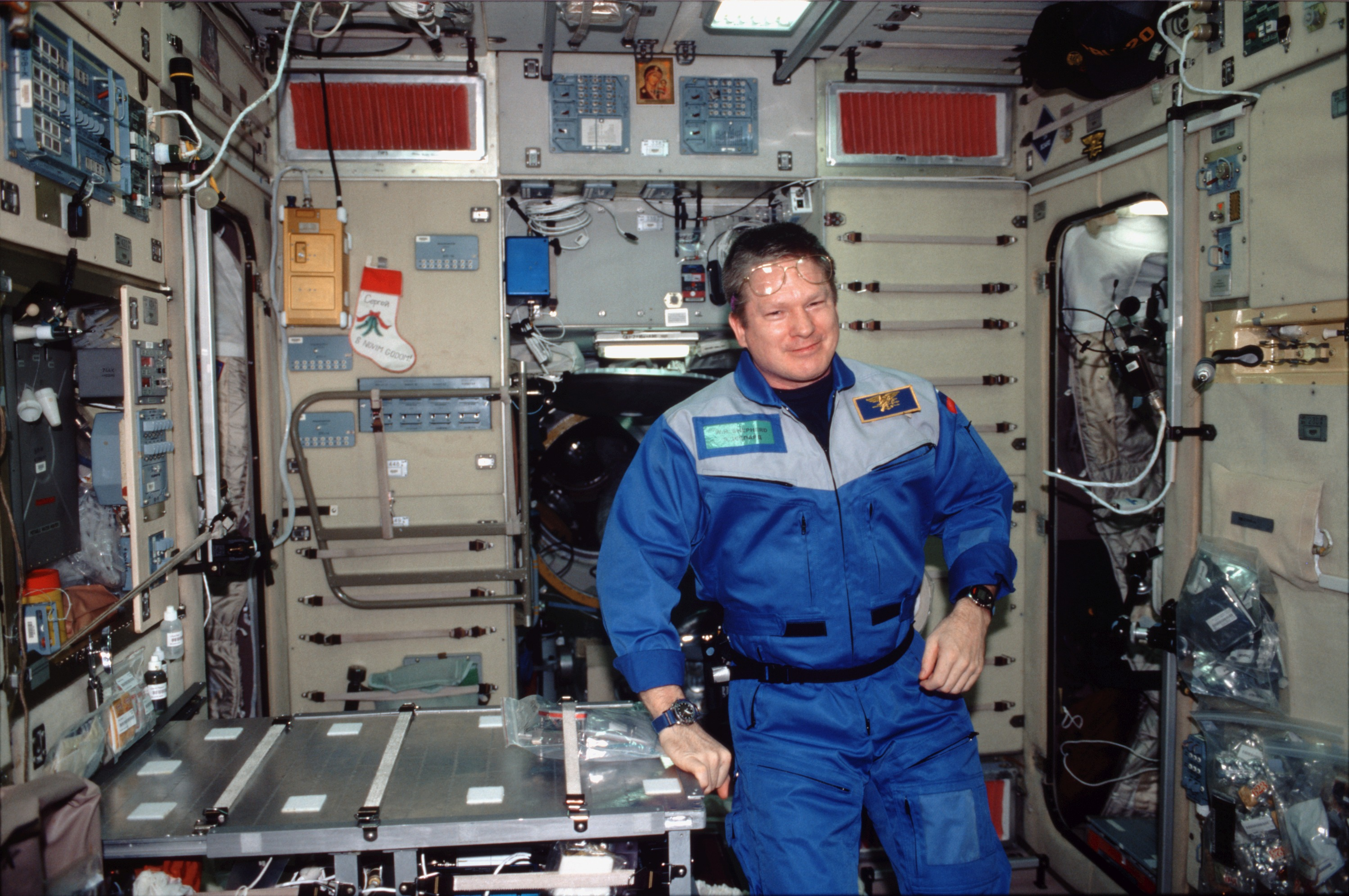
William Shepherd, o comandante da primeira expedição de longa duração na ISS.
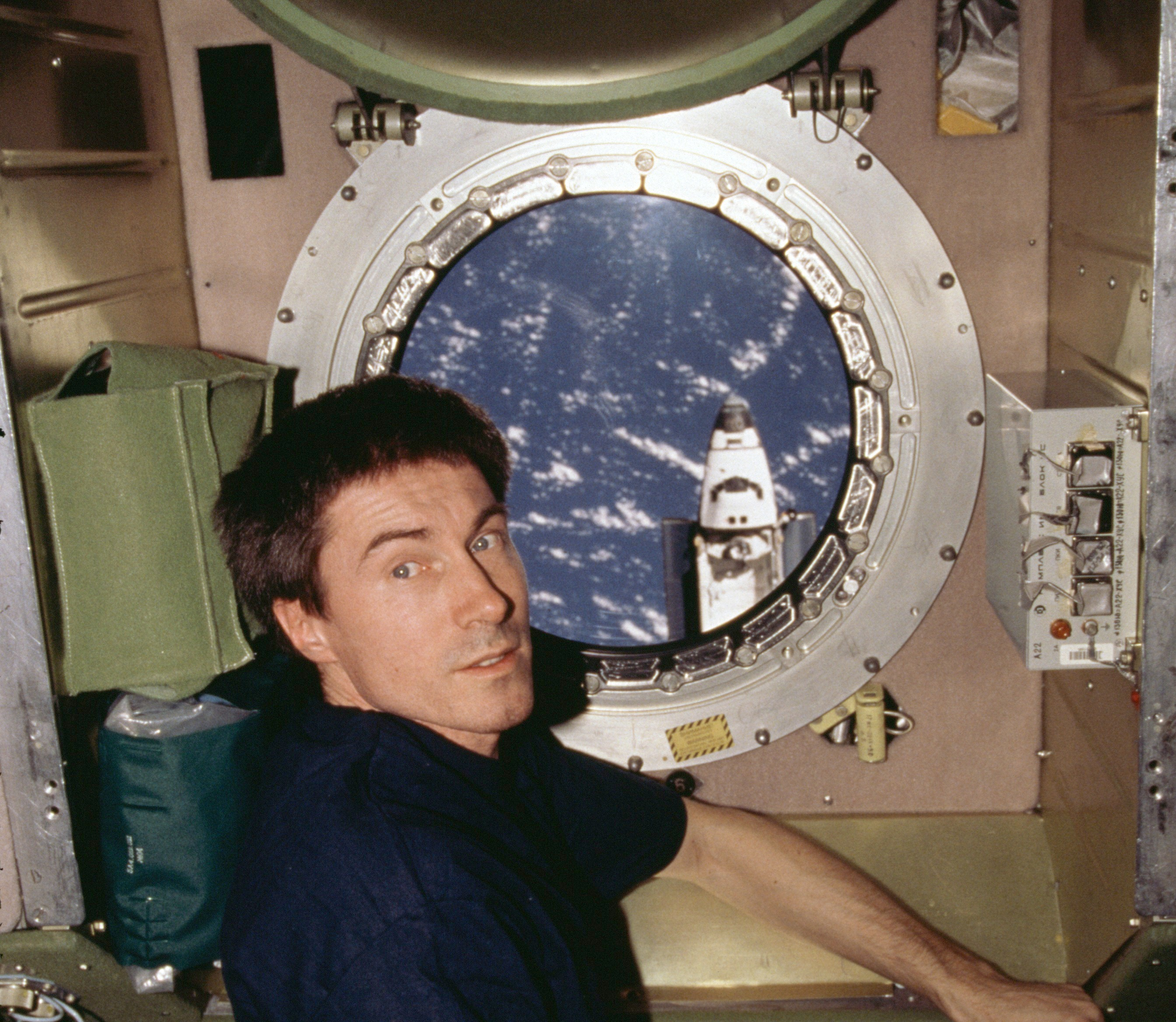
Sergei Krikalev no módulo Zvezda. A Atlantis é vista do lado de fora da ISS.
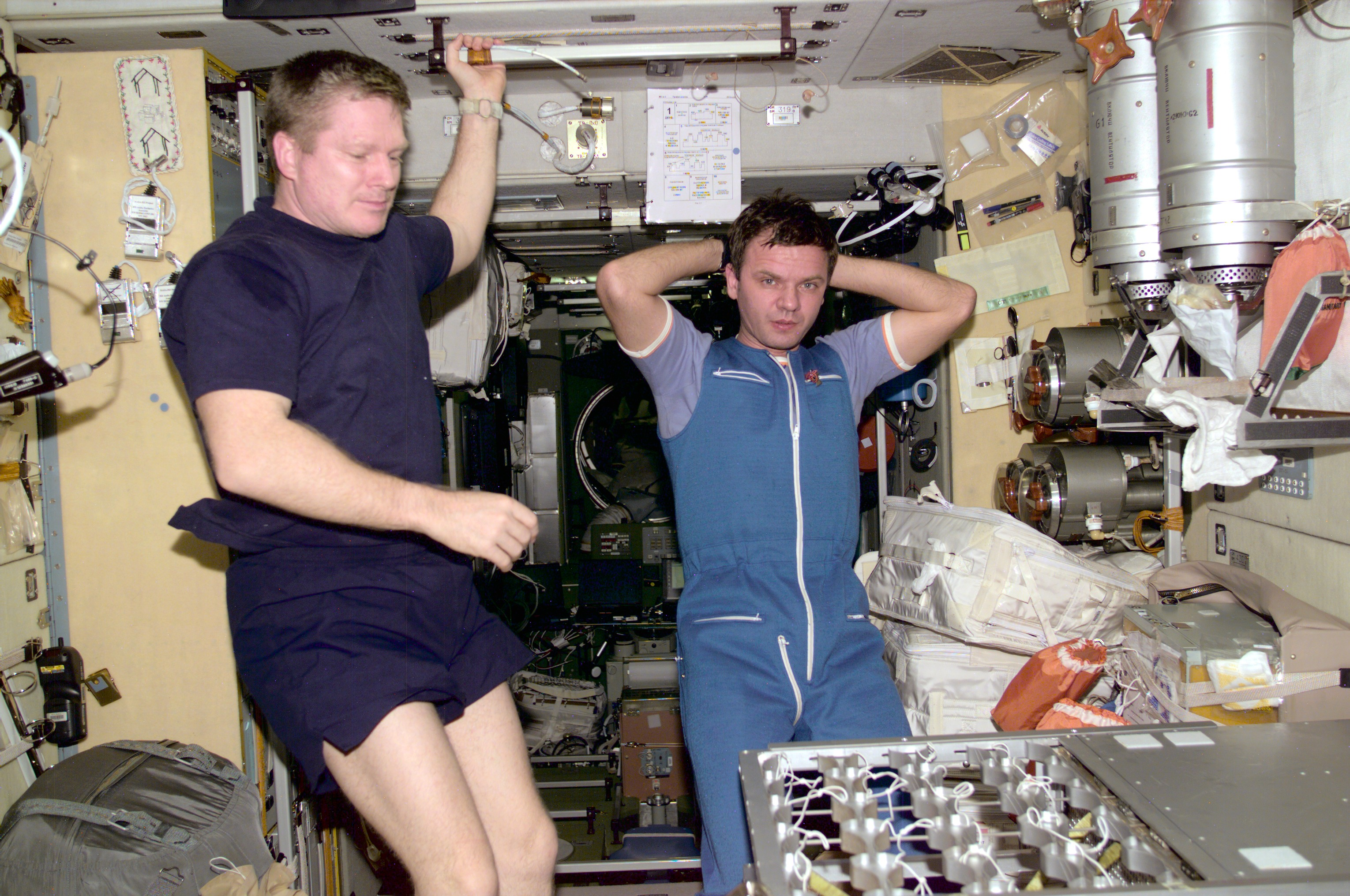
Shepherd e Gidzenko trabalhando no aquecedor de comida do Zvezda.
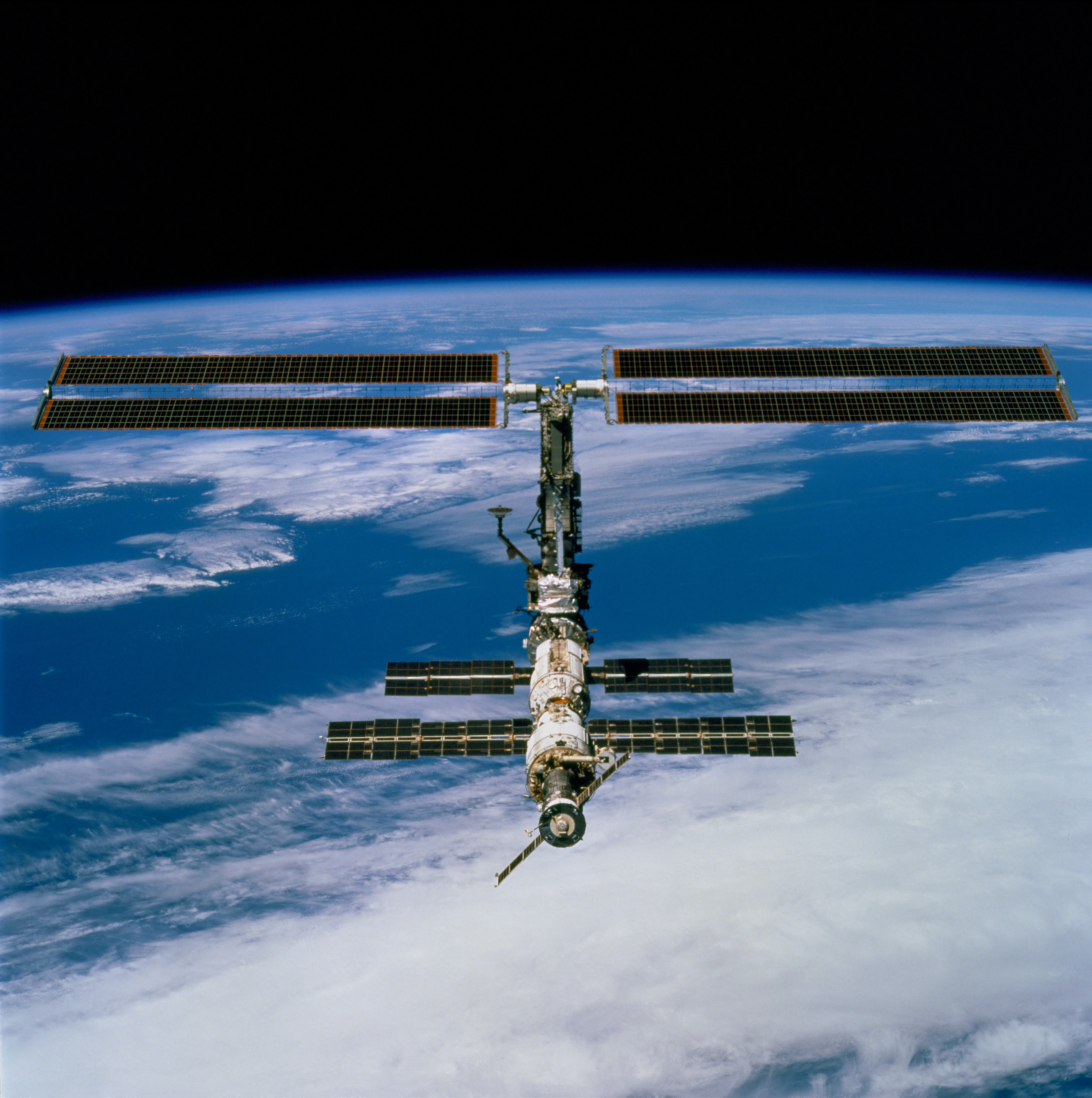
Imagem feita da Endeavour mostra a ISS com os painéis solares superiores instalados e abertos durante a Expedição 1.